# سیارک ۹۸۱۵
سیارک ۹۸۱۵ (به انگلیسی: 9815 Mariakirch، نامگذاری:2079P-L) نه هزار و هشتصد و پانزدهمین سیارک کشف شده‌است که در ۲۴ سپتامبر ۱۹۶۰ کشف شد.
قدر مطلق سیارک برابر ۱۳٫۷۰ است.